# Globe Theatre
Il Globe Theatre fu il teatro di Londra dove recitò la compagnia di William Shakespeare. Una sua ricostruzione è tuttora visitabile, nei pressi del Blackfriars Bridge sulle rive del Tamigi.
Il Globe Theatre originale, costruito nel 1599 dalla compagnia teatrale sulle rovine del teatro "The Theatre" a cui Shakespeare apparteneva, i Lord Chamberlain's Men, fu distrutto da un incendio il 29 giugno 1613; il teatro fu ricostruito entro il mese di giugno 1614, chiuso con un'ordinanza nel 1642 e demolito nel 1644. Una ricostruzione moderna, chiamata Shakespeare's Globe, è stata inaugurata nel 1997.

## Struttura ed uso
La struttura in legno, chiamata anche "the wooden O", era ottagonale e presentava uno spazio aperto al centro, per far entrare la luce naturale. Il teatro poteva contenere fino a 3200 persone. Il prezzo d'ingresso era, nell'età elisabettiana, di 1 penny per i posti in piedi (al centro del teatro e a ridosso del palco) e di 2 penny per i posti a sedere nelle tre gallerie circolari. Una tettoia in caso di pioggia riparava i costosissimi costumi degli attori (esclusivamente maschi, dato che fino al 1660 alle donne era vietato comparire sulle scene).
Gli spettacoli iniziavano di giorno e duravano fino al pomeriggio tardi, in modo che gli spettatori potessero tornare a casa al sicuro prima che facesse buio, e a volte si faceva uso di pericolosissime torce. A causa di un incendio (dovuto ad una palla di cannone sparata durante uno spettacolo) il Globe e le sue scenografie furono distrutti e in seguito ricostruiti.
Sulla bandiera che sovrastava la struttura era riportato il motto "Totus mundus agit histrionem" (Tutto il mondo recita).

## Ricostruzione contemporanea
Nel 1997 fu inaugurata nel borgo di Southwark una ricostruzione moderna del teatro, sito non lontano da dove il Globe Theatre originale era stato costruito quattrocento anni prima. Il nuovo teatro, chiamato Shakespeare's Globe, ospita allestimenti di classici shakespeariani e rinascimentali, ma anche alcune opere moderne scritte appositamente per questo spazio teatrale. Dal 2014 è stata aggiunta una sala per le rappresentazioni al chiuso, la Sam Wanamaker Playhouse (in onore di Sam Wanamaker, che diede la spinta per la ricostruzione del Globe), una replica di un teatro privato dell'epoca giacomiana.

## Galleria d'immagini

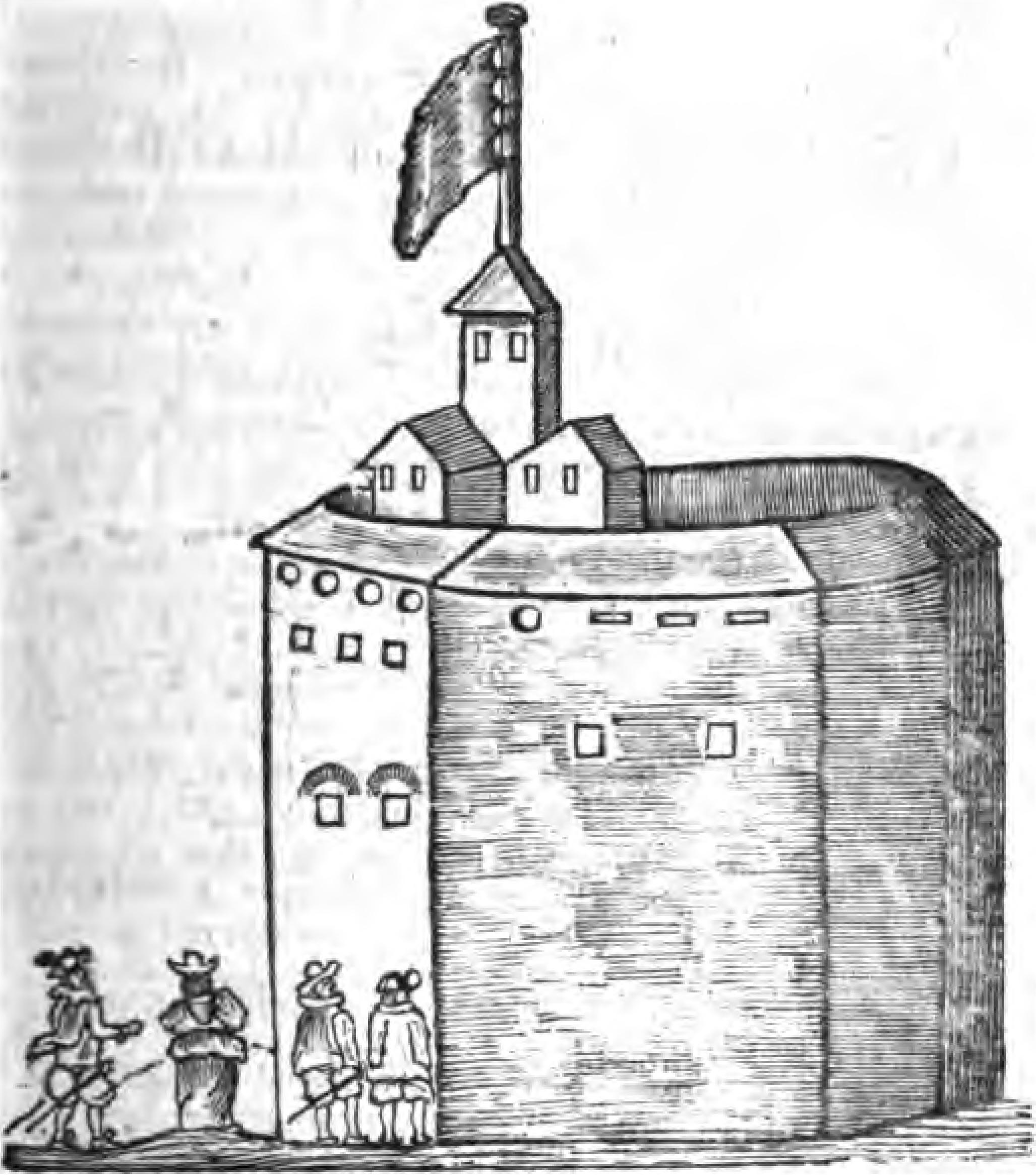
Il Globe Theatre in un'incisione del 1616
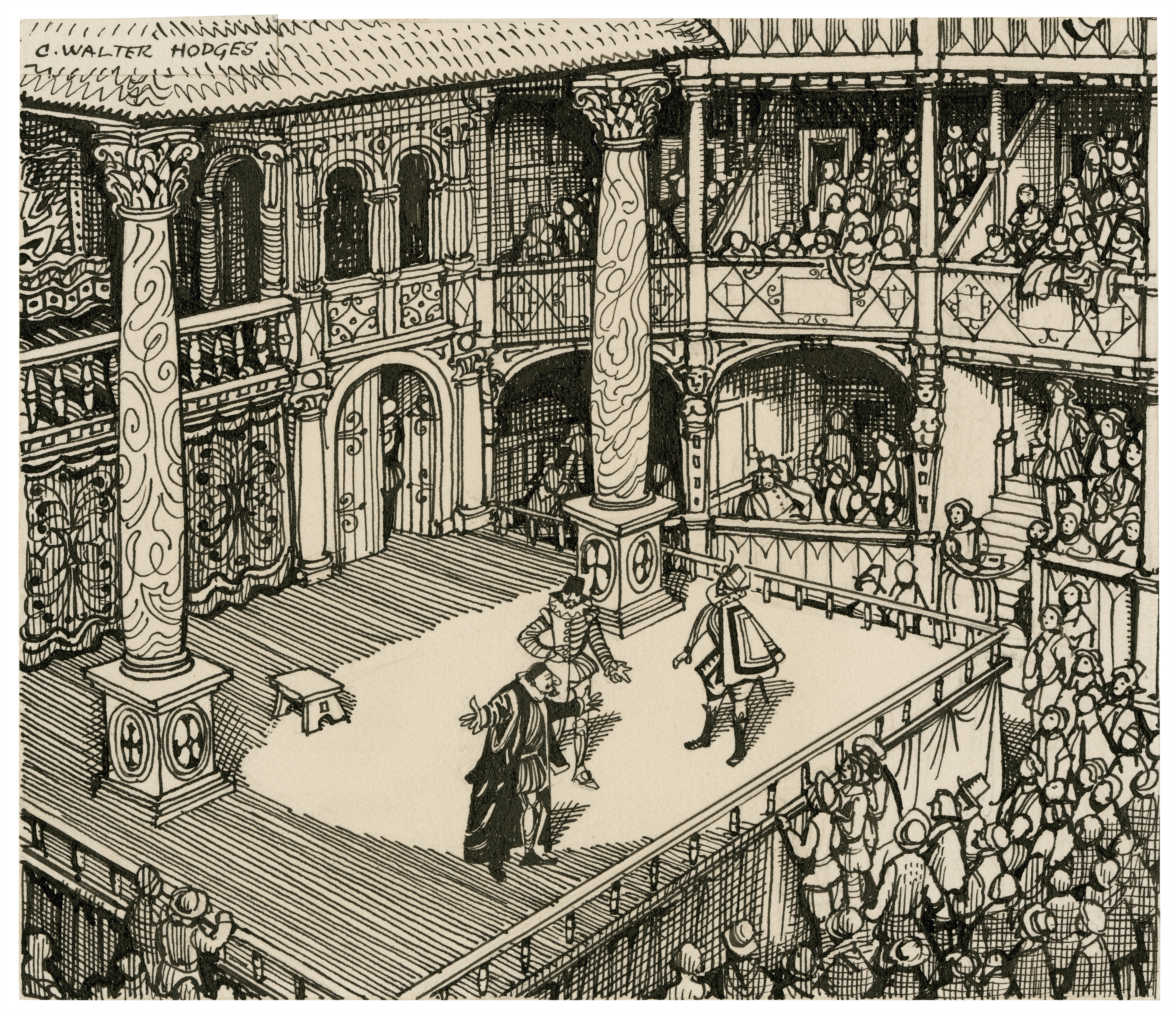
Ricostruzione immaginaria di una rappresentazione al Globe
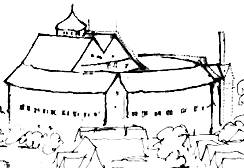
Il Globe Theatre in un disegno di Wenceslaus Hollar
La collocazione del Globe Theatre
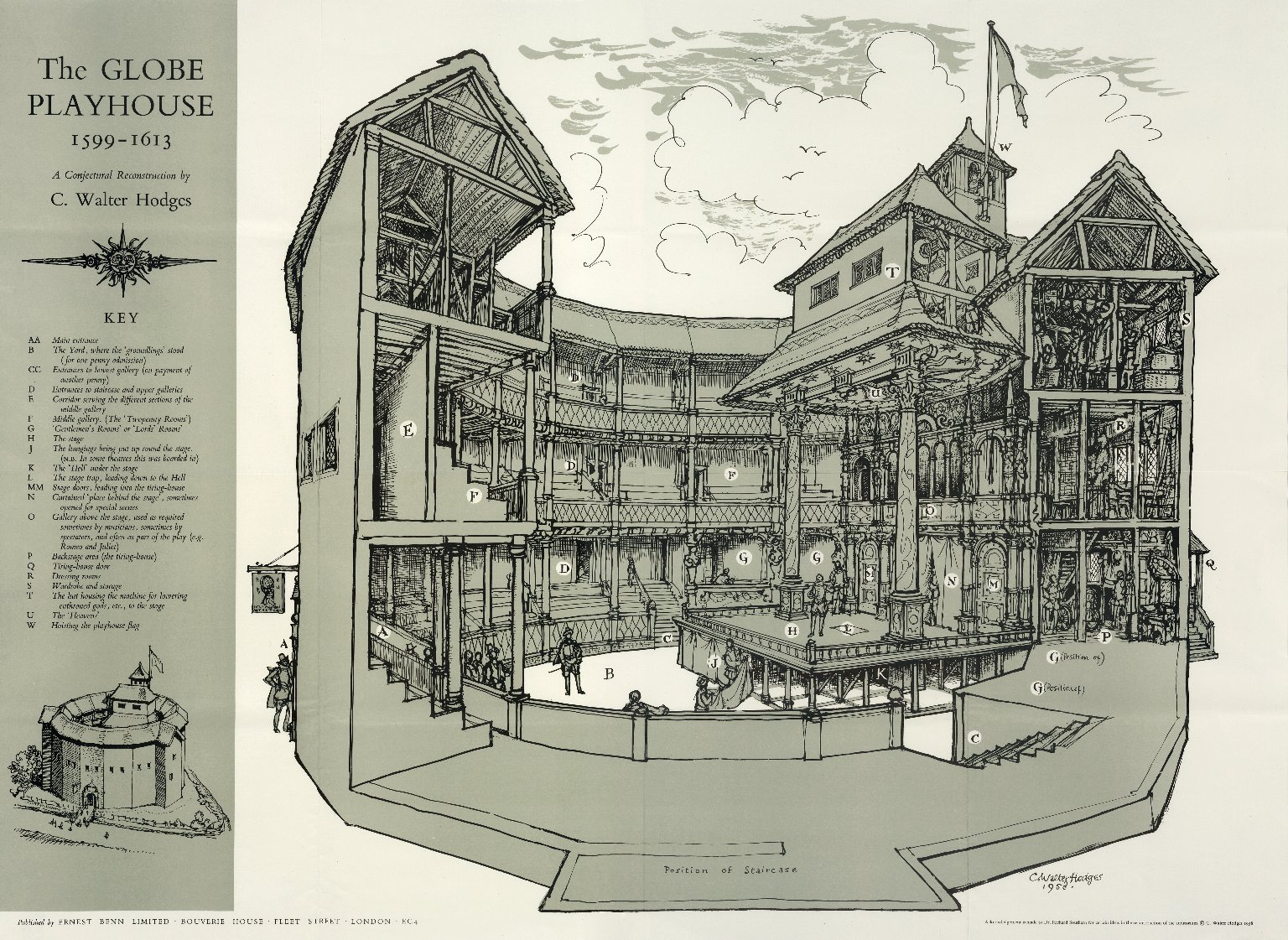
Una possibile ricostruzione del Globe Theatre secondo C. Walter Hodges